# Radim Matuš
Radim Matuš (20. říjen 1993, Uherský Brod) je český hokejista. Hraje na postu útočníka. Od roku 2017 působí v celku Znojma.

## Hráčská kariéra
Statistiky Radima Matuše
- 2008-09 HC Oceláři Třinec (E) - dor.
- 2009-10 HC Oceláři Třinec - SDO (E)
- 2010-11 HC Oceláři Třinec - JUN (E)
- 2011-12 HC Oceláři Třinec - JUN (E)
- 2012-13 HC Oceláři Třinec ELH, Salith Šumperk (1. liga), VHK Vsetín (2. liga)
- 2013/2014 HC Oceláři Třinec ELH, HC Olomouc (1. liga)
- 2014/2015 HC Oceláři Třinec ELH, LHK Jestřábi Prostějov (1. liga)
- 2015/2016 HC Oceláři Třinec ELH, HC Frýdek-Místek (střídavé starty) 2015/2016 (skupina východ)
- 2016/2017 HC Energie Karlovy Vary ELH
- 2017/2018 Orli Znojmo
- 2018/2019 Orli Znojmo
- 2019/2020 Orli Znojmo
- 2020/2021 Orli Znojmo
- 2021/2022 Orli Znojmo